# Kadlu Dorsa
I Kadlu Dorsa sono una struttura geologica della superficie di Venere.